# Mahmoud Kahraba
Mahmoud Abdel-Moneim (tiếng Ả Rập: محمود عبد المنعم), thường gọi Kahraba (Electricity), (sinh ngày 13 tháng 4 năm 1994) là một cầu thủ bóng đá người Ai Cập hiện tại thi đấu cho Al Ahly.

## Sự nghiệp
Anh khởi đầu đầu sự nghiệp tại ENPPI Club trước khi chuyển đến FC Luzern ở Giải bóng đá vô địch quốc gia Thụy Sĩ theo dạng cho mượn. Anh bị thả đi vì lý do kỷ luật cuối tháng 3 năm 2014. Vào ngày 27 tháng 5 năm 2014, anh được cho mượn đến Giải bóng đá vô địch quốc gia Thụy Sĩ lần nữa cho Grasshopper Club Zürich.

## Thống kê sự nghiệp
Tính đến trận đấu diễn ra ngày vào ngày 13 tháng 9 năm 2020
| Câu lạc bộ          | Mùa giải            | Giải vô địch                          | Giải vô địch | Giải vô địch | Cúp     | Cúp       | Cúp Liên đoàn | Cúp Liên đoàn | Khác    | Khác      | Tổng cộng | Tổng cộng |
| Câu lạc bộ          | Mùa giải            | Hạng đấu                              | Số trận      | Bàn thắng    | Số trận | Bàn thắng | Số trận       | Bàn thắng     | Số trận | Bàn thắng | Số trận   | Bàn thắng |
| ------------------- | ------------------- | ------------------------------------- | ------------ | ------------ | ------- | --------- | ------------- | ------------- | ------- | --------- | --------- | --------- |
| ENPPI               | 2010–11             | Giải bóng đá ngoại hạng Ai Cập        | 0            | 0            | 1       | 0         | —             | —             | —       | —         | 1         | 0         |
| ENPPI               | 2011–12             | Giải bóng đá ngoại hạng Ai Cập        | 3            | 0            | 0       | 0         | —             | —             | —       | —         | 3         | 0         |
| ENPPI               | 2012–13             | Giải bóng đá ngoại hạng Ai Cập        | 13           | 1            | 0       | 0         | —             | —             | —       | —         | 13        | 1         |
| ENPPI               | 2014–15             | Giải bóng đá ngoại hạng Ai Cập        | 17           | 6            | 5       | 1         | —             | —             | —       | —         | 22        | 7         |
| ENPPI               | Tổng cộng           | Tổng cộng                             | 33           | 7            | 6       | 1         | 0             | 0             | 0       | 0         | 39        | 8         |
| Luzern (mượn)       | 2013–14             | Giải bóng đá vô địch quốc gia Thụy Sĩ | 16           | 7            | 3       | 0         | —             | —             | —       | —         | 19        | 7         |
| Grasshopper (mượn)  | 2014–15             | Giải bóng đá vô địch quốc gia Thụy Sĩ | 11           | 2            | 2       | 0         | —             | —             | 4       | 0         | 17        | 2         |
| Zamalek             | 2015–16             | Giải bóng đá ngoại hạng Ai Cập        | 29           | 11           | 1       | 0         | —             | —             | 5       | 3         | 35        | 14        |
| Al-Ittihad (mượn)   | 2016–17             | Saudi Professional League             | 20           | 16           | 0       | 0         | 4             | 2             | —       | —         | 24        | 18        |
| Al-Ittihad (mượn)   | 2017–18             | Saudi Professional League             | 24           | 4            | 5       | 2         | —             | —             | —       | —         | 29        | 6         |
| Al-Ittihad (mượn)   | Tổng cộng           | Tổng cộng                             | 100          | 40           | 11      | 2         | 4             | 2             | 9       | 3         | 124       | 47        |
| Zamalek             | 2018–19             | Giải bóng đá ngoại hạng Ai Cập        | 27           | 11           | 2       | 0         | —             | —             | 14      | 2         | 43        | 13        |
| C.D. Aves           | 2019–20             | Primeira Liga                         | 5            | 1            | —       | —         | —             | —             | —       | —         | 5         | 1         |
| Al Ahly             | 2019–20             | Giải bóng đá ngoại hạng Ai Cập        | 7            | 3            | 0       | 0         | —             | —             | 4       | 0         | 11        | 3         |
| Tổng cộng           | Tổng cộng           | 39                                    | 15           | 2            | 0       | 0         | 0             | 18            | 2       | 59        | 17        |           |
| Tổng cộng sự nghiệp | Tổng cộng sự nghiệp | Tổng cộng sự nghiệp                   | 172          | 62           | 19      | 3         | 4             | 2             | 27      | 5         | 222       | 72        |

## Sự nghiệp quốc tế
Anh vô địch Giải vô địch bóng đá trẻ châu Phi với Ai Cập vào tháng 3 năm 2013, khi ghi bàn trong loạt sút luân lưu trận chung kết. Anh cũng có tên trong đội hình tiêu biểu của giải đấu và là cầu thủ ghi nhiều bàn thắng thứ hai giải.
Vào tháng 5 năm 2018 anh có tên trong đội hình sơ loại của Ai Cập tham dự Giải vô địch bóng đá thế giới 2018 ở Nga.

### Quốc tế
Tính đến 28 tháng 1 năm 2024
| Ai Cập    | Ai Cập | Ai Cập |
| Năm       | Trận   | Bàn    |
| --------- | ------ | ------ |
| 2013      | 3      | 0      |
| 2014      | 0      | 0      |
| 2015      | 6      | 1      |
| 2016      | 1      | 0      |
| 2017      | 8      | 2      |
| 2018      | 7      | 0      |
| 2019      | 2      | 1      |
| 2021      | 2      | 1      |
| 2024      | 2      | 0      |
| Tổng cộng | 31     | 5      |

### Bàn thắng quốc tế
Tỉ số và kết quả liệt kê bàn thắng của Ai Cập trước.
| # | Ngày                 | Địa điểm                                                      | Đối thủ | Tỉ số | Kết quả | Giải đấu           |
| - | -------------------- | ------------------------------------------------------------- | ------- | ----- | ------- | ------------------ |
| 1 | 6 tháng 9 năm 2015   | Sân vận động Omnisports Idriss Mahamat Ouya, N'Djamena, Tchad | Tchad   | 4–1   | 5–1     | Vòng loại CAN 2017 |
| 2 | 29 tháng 1 năm 2017  | Sân vận động Port-Gentil, Port-Gentil, Gabon                  | Maroc   | 1–0   | 1–0     | CAN 2017           |
| 3 | 28 tháng 3 năm 2017  | Sân vận động Borg El Arab, Alexandria, Ai Cập                 | Togo    | 1–0   | 3–0     | Giao hữu           |
| 4 | 14 tháng 11 năm 2019 | Sân vận động Borg El Arab, Alexandria, Ai Cập                 | Kenya   | 1–0   | 1–1     | Vòng loại CAN 2021 |

## Danh hiệu

### Câu lạc bộ
Zamalek SC
- Cúp bóng đá Ai Cập: 2014–15

Ittihad FC
- Crown Prince Cup: 2016–17
- King Cup: 2018